# Archives de l'État de Fribourg
Les Archives de l'État de Fribourg (AEF) sont les archives cantonales du canton de Fribourg, en Suisse. Elle veillent à la constitution des archives historiques des autorités et de l'administration cantonales, assurent leur conservation et facilitent leur consultation.
Les archives conservées par les AEF sont inscrites comme bien culturel d'importance nationale.

## Historique
Les AEF constituent l'une des pièces essentielles du patrimoine historique fribourgeois, puisque leurs origines remontent à la fondation de la ville de Fribourg par le duc Berthold IV de Zähringen, en 1157. Depuis lors, elles se sont enrichies jusqu'en 1798 des apports des autorités de la cité-État de Fribourg et des terres acquises par cette dernière. En 1747, les AEF accédèrent à l'autonomie administrative et le poste d'archiviste d'État est créé en 1804.
Depuis la fin de l'ancien régime, les AEF conservent les archives officielles provenant des autorités et de l'administration cantonales, dès lors distinctes de celles de la ville de Fribourg.
Les documents de la Ville-République, puis du Canton de Fribourg ont été conservés d'abord dans la « maison de justice » soit l'hôtel gouvernemental situé alors derrière l'église St-Nicolas puis ils furent transférés en 1478 dans les nouveaux bâtiments de la Chancellerie. Les AEF furent déplacées en 1917 au couvent des Augustins dans la Vieille Ville de Fribourg avant d'être transférées en 2003 sur le site actuel, « L'Industrielle », une ancienne fabrique de cartonnage située à proximité de la gare de Fribourg.

## Missions et activités
En tant que service central de l'État, les AEF ont pour mission première d'évaluer, collecter, conserver et inventorier les sources documentaires qui présentent un intérêt comme source d'information et de renseignement ou de preuve et provenant des différentes autorités de l'État de Fribourg. Elles ont également la mission de mettre ces informations à disposition du public dans le respect des prescriptions légales liées au droit d'accès.
Les AEF sont également chargées de préserver la mémoire documentaire collective fribourgeoise, notamment à travers la sauvegarde de fonds d'archives d'origine privée, que ce soit des archives personnelles, de familles, d'entreprises, d'associations, de partis politiques ou de syndicats.
Les AEF sont également une institution culturelle et elles ont les tâches spécifiques d'accueillir les chercheurs et d'entreprendre de multiples collaborations avec les acteurs de la vie culturelle dans le canton de Fribourg et à l'extérieur. Elles coopèrent dans le domaine culturel et scientifique, en particulier avec d'autres archives, des musées, des bibliothèques, d'autres institutions culturelles, des universités et des centres de recherche, des sociétés et autres partenaires.

## Fonds et collections
Les Archives de l'État de Fribourg conservent 15,3 kilomètres linéaires de documents en 2016 : les archives de la cité-État médiévale jusqu'à la fin de l'ancien régime (1798), les fonds de l'administration cantonale jusqu'à nos jours, des fonds privés et des collections.
Le plan d'archivage des AEF comprend les catégories suivantes :
- Moyen Âge et Ancien Régime
- Helvétique
- XIXe et XXe siècles (administration cantonale)
- Administration cantonale (dès 2015)
- Pouvoir judiciaire (dès 1803)
- Registres des notaires
- Fonds spéciaux (cartes et plans, chroniques, littérature)
- Autres collectivités publiques (communes et paroisses)
- Fonds privés (entreprises, sociétés, familles, etc.)
- Collections (imprimés de l'État, photographies, cartes postales, etc.)

### Fonds et documents remarquables
- Registres des notaires[6]

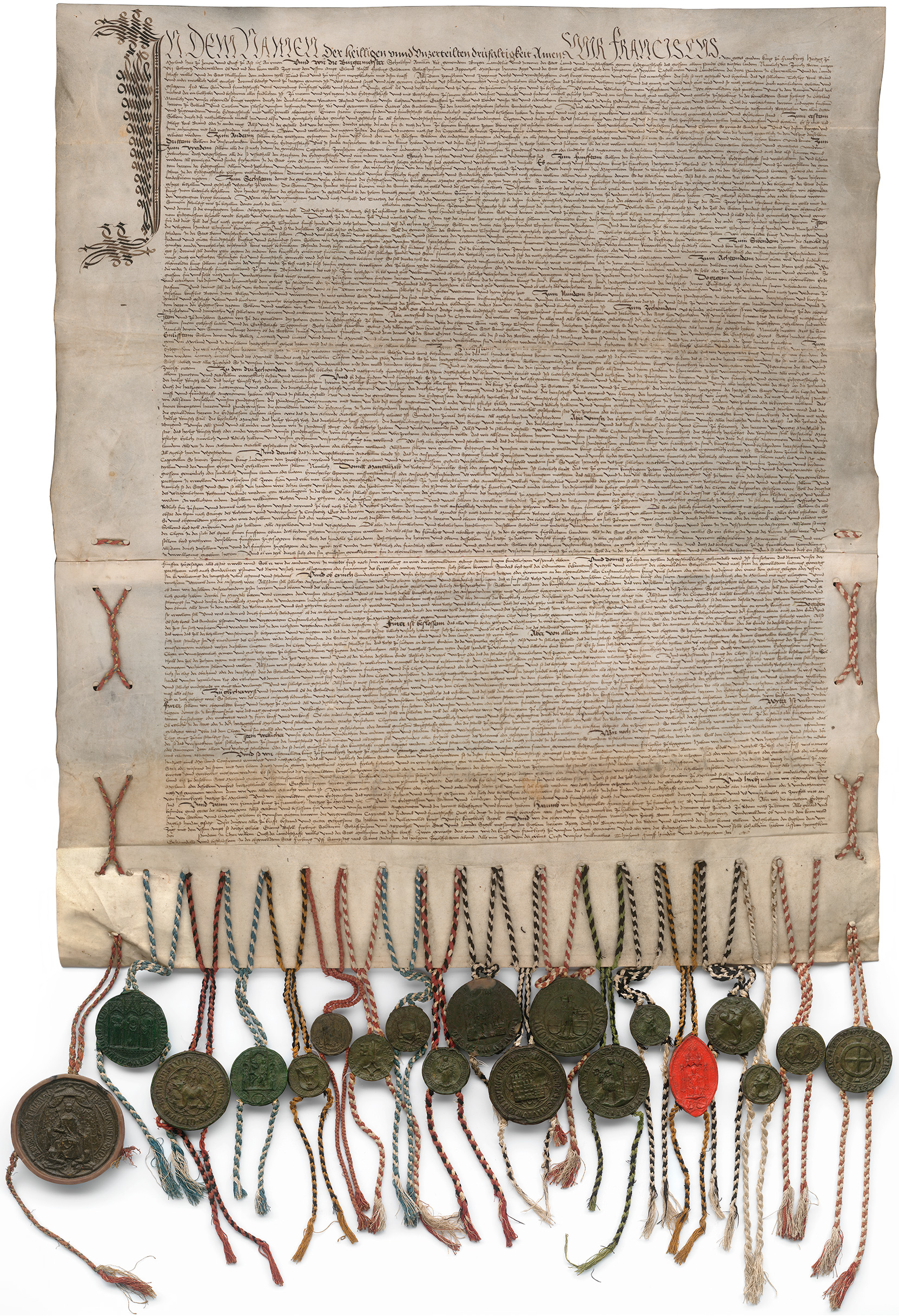
Exemplaire du traité de « paix perpétuelle » de 1516 conservé aux Archives de l'État de Fribourg.

- Traité de Fribourg (1516), dit traité de « paix perpétuelle »
- Livre des drapeaux[7]
- Miroir de Souabe[8]
- Fonds Marcello (papiers d'Adèle Castiglione Colonna, née d'Affry, dite Marcello)[9]

## Outils de recherche
- Site des Archives de l'État[10]
- Inventaire des AEF en ligne[11]
- Nicolas Morard et Hubert Foerster, Guide des Archives de l'État de Fribourg, Fribourg, 1986, 86 p. (lire en ligne) – édition PDF 2009
- Presse suisse en ligne[12]